# The New Indian Express
The New Indian Express — индийская широкоформатная ежедневная газета на английском языке. Основана в Мадрасе в 1932 году аюрведическим доктором П. Варадараджулу Найду как The Indian Express. В 1999 году, через несколько лет после смерти владельца газеты Рамнатха Гоэнки, The Indian Express была разделена между членами его семьи, в результате чего в Южной Индии газета стала выходить под названием The New Indian Express, в то время как старое издание со штаб-квартирой в Мумбаи сохранило название The Indian Express.
The New Indian Express имеет представительства в 22 городах Южной Индии — практически во всех крупных городах штатов Андхра-Прадеш, Карнатака, Тамилнад и Керала. Разовый тираж газеты в 2009 году составлял 309 252 экземпляра.